# Hibernians FC
Hibernians FC is een voetbalclub uit Paola, Malta. Vaak wordt de club ook Paola Hibernians genoemd.
In 1922 werd een club opgericht die in de amateurliga speelde, vervolgens werd er enkele jaren niet gevoetbald tot 1927 toen Constitutionals FC werd opgericht. In het seizoen 1930/31 werd de club amateurkampioen en werd vervolgens een profclub. De naam werd in Hibernians veranderd om geen politieke verwarring te zaaien. De club is tot op heden 12 keer landskampioen geworden. De Maltese beker werd tot nu toe 10 keer gewonnen.

## Erelijst
Landskampioen
1961, 1967, 1969, 1979, 1981, 1982, 1994, 1995, 2002, 2009, 2015, 2017, 2022
Beker van Malta
Winnaar in: 1962, 1970, 1971, 1980, 1982, 1998, 2006, 2007, 2013, 2025
Finalist in: 1948, 1951, 1952, 1961, 1963, 1966, 1967, 1968, 1975, 1995, 1997
Supercup (Malta)1994, 2007, 2005, 2022

## In Europa
Hibernians FC speelt sinds 1961 Europees voetbal in diverse competities. Hieronder staan de competities en in welke seizoenen de club deelnam:
Champions League (6x)
2002/03, 2009/10, 2015/16, 2017/18, 2021/22, 2022/23
Europacup I (6x)
1961/62, 1967/68, 1969/70, 1979/80, 1981/82, 1982/83
Europa League (6x)
2012/13, 2013/14, 2014/15, 2016/17, 2019/20, 2020/21
Conference League (3x)
2021/22, 2022/23, 2025/26
Europacup II (6x)
1962/63, 1970/71, 1971/72, 1980/81, 1997/98, 1998/99
UEFA Cup (10x)
1974/75, 1976/77, 1978/79, 1986/87, 1990/91, 1994/95, 1995/96, 2005/06, 2006/07, 2007/08
Intertoto Cup (5x)
1996, 2001, 2003, 2004, 2008
Jaarbeursstedenbeker (1x)
1968/69

## Bekende (ex-)spelers
- Jason Vandelannoite